# Бернард Вьеннский
Бернард Вьеннский (фр. Barnard de Vienne, Bernardus, Bernard, 778, Изернор — 22 января 842, Роман-сюр-Изер) — святой католической церкви и архиепископ Вьеннский, в Дофине, в конце VIII — начале IX века.

## Биография

### Ранние годы
Барнард или Бернард (Bernardus, Barnardi) родился около 778 или 780 года в Изерноре (ранее Изарнодурум), недалеко от Нантюа, в знатной и могущественной семье, в которой он был младшим ребёнком.
Его отец по имени Элиард отправил его с десятилетнего возраста в духовную семинарию, где он обучался в течение нескольких лет, прежде чем его родители позвали его обратно к себе после смерти всех его братьев. Бернард был очень благочестив, родители заставали его почти постоянно молящимся и изолированным от мира. Такое поведение вызывает у него неудовольствие отца, который сообщает ему: «Боже упаси, сын мой, чтобы я винил долю преданности, которую ты, кажется, принял; но подумай, что добродетель джентльмена должна отличаться от добродетели отшельника, и что можно выполнять мирские обязанности, не нарушая христианских: Кроме того, я часто вижу тебя мечтательным и похожим на человека, который размышляет над каким-то проектом; берегись, ибо, если обесчестишь моё имя, твой отец будет твоим гонителем».

### Военная карьера
Бернард вернулся в возрасте восемнадцати лет, и, чтобы попытаться заставить его отказаться от своих планов посвятить жизнь Богу, родители задумали женить его на молодой девушке из богатой семьи и обучить его военному делу.
Вступив в 797 году в армию Карла Великого, он найдёт в воинской дисциплине строгость, которая ему пришлась по душе, и, приняв участие в кампаниях по аннексии Восточной Фрисландии в качестве офицера, отличится своей храбростью. В 798 году он сопровождал монарха в Эс-ла-Шапель, а затем возобновил военную кампанию против саксов, всегда проявляя столько же доблести в бою, сколько мудрости в своих советах, что принесло ему уважение офицеров. Именно в эти годы он потерял родителей, что склонило его к возвращению домой. Он решает расстаться со своим имуществом в пользу бедняков и оставить жену и детей, не оставив им средств на безбедное существование.

### Духовная карьера
Поэтому Барнард решил в 803 году создать приют и обеспечить его достойным доходом, а затем удалиться в Ба-Бюже, чтобы восстановить аббатство Нотр-Дам д’Амброне. К сожалению, оставив своих детей, он построил дом под названием «Часовня Святого Барнарда» в месте под названием «Семь фонтанов», предназначенном для приёма их, а также проходящих посетителей. Первые годы он провёл в Амброне в затворничестве и молитвах, прежде чем был избран настоятелем этого монастыря.
В 810 году, согласно расчёту его эпитафии, он сменил Вольфера на посту главы епископства Вьеннского по настоянию Папы Льва III, который прислал ему отца Грегуара и письмо, заканчивающееся следующим образом: «… Что, если этого письма недостаточно, чтобы подчинить вас, мы будем считать оскорблением Святого Престола всё неповиновение, которое вы проявляете нашему дорогому брату Григорию, которого мы посылаем легатом». Таким образом, это письмо побуждает Барнарда оставить спокойствие своего монастыря, чтобы отправиться служить епископом в Вьеннскую епархию.
Во время своего епископства он был ярым сторонником добавления филиокве к символу веры и принимал сторону[кого?] в конфликтах между внуками Карла Великого, которые вынудили его отправиться в изгнание.
По словам аббата и историка Улисса Шевалье (1879), он получил несколько привилегий от императора Людовика Благочестивого в 814, 815 и 831 годах. Он получил паллий от папы Пасхалия I 5 декабря 817 года. В 838 году Бернард построил бенедиктинское аббатство на берегу реки Изер, недалеко от очень оживлённого брода под названием «шам-де-Конкуар», и посвятил его Святому Петру и Святому Павлу. Вокруг этого монастыря, получившего свое название в XIII веке (Соборная церковь Сен-Барнар), быстро развивался тогдашний богатый и процветающий город: Роман-сюр-Изер.

### Смерть и преемственность
Барнард умер 22 января 841 года, согласно его эпитафии. Надпись гласила, что он умер после 32 лет епископства.
В Regeste dauphinois (1912) Улисса Шевалье дата его эпитафии указана как 22 января (842 года). Историк Рене Пупарден (1901) сохраняет дату 23 января 842 года, также рассчитанную по эпитафии.
Барнард был похоронен 23 января (842 года).
Агильмар сменяет его на посту епископа в течение года.

## Культ
Барнард был канонизирован в 944 году. Папа Пий X подтвердил его культ.
Его статуя появляется на празднестве Гренобль-Вьеннской епархии 23 января.